# Puppet Master: Axis of Evil
Puppet Master: Axis of Evil (también conocida como Puppet Master 9: Axis of Evil), es una película de terror de 2010 directa a DVD dirigida por David DeCoteau, es la novena entrega en la franquicia de Puppet Master y es una secuela de Puppet Master III: Toulon's Revenge (1991).

## Argumento
La película comienza en la Bodega Bay Inn, 1939. Danny Coogan (Levi Fiehler) está haciendo sillas de madera para una recepción de bodas para su tío Len (Jerry Hoffman), que es dueño de la posada. Danny le dice a su tío que si no fuera por su cojera, él sería capaz de ir a la guerra, junto con su hermano Don (Taylor M. Graham), y le dice a su tío que él va a ayudar a Andre Toulon . Toulon es huésped en la posada, cuya esposa fue asesinada por los nazis porque querían una fórmula , una fórmula que permite a sus títeres animarse. Después de escapar de Berlín a Ginebra , Toulon llegó a Estados Unidos para esconderse de los nazis. Cuando Danny se dirigirse a la habitación de Toulon, oye un disparo y va a ver qué pasaba. Dos hombres vestidos de negro que salen de la habitación de Toulon lo empujan a un lado, y cuando se van, se las arregla para echar un vistazo a una de sus caras. Entonces entra en la habitación y encuentra a Toulon muerto con una pistola en la mano. Danny, a quien Toulon mostró sus títeres para, los saca de un panel en la pared y descubre que todos los títeres siguen allí, junto con un inanimado Six Shooter y otro títere, llamado Ninja.

## Reparto
- Levi Fiehler como Danny Coogan.
- Jenna Gallagher como Beth.
- Taylor M. Graham como Don.
- Tom Sandoval como Ben / Max.
- Jerry Hoffman como tío Len.

### Puppets
- Blade
- Pinhead
- Leech Woman
- Jester
- Tunneler
- Six-Shooter (Armas solamente)
- Ninja (nueva marioneta)
- Shredder Khan
- Gengie (marioneta india)